# Fortitudo Pallacanestro Bologna 2003-2004
Questa voce raccoglie le informazioni riguardanti la Fortitudo Pallacanestro Bologna nelle competizioni ufficiali della stagione 2003-2004.

## Stagione
La stagione 2003-2004 della Fortitudo Pallacanestro Bologna sponsorizzata Skipper, è la 30ª nel massimo campionato italiano di pallacanestro, la Serie A.

## Roster
Aggiornato al 9 dicembre 2021.
| Fortitudo Skipper Bologna 2003-2004 | Fortitudo Skipper Bologna 2003-2004 |
| Giocatori                           | Staff tecnico                       |
| ----------------------------------- | ----------------------------------- |

| N. | Naz.                                     | Ruolo | Nome                  | Anno | Alt.   | Peso   |  |
| -- | ---------------------------------------- | ----- | --------------------- | ---- | ------ | ------ |  |
| 4  | Finlandia (bandiera)                     | AC    | Hanno Möttölä         | 1976 | 208 cm | 108 kg |  |
| 5  | Italia (bandiera)                        | PG    | Gianluca Basile (C)   | 1975 | 191 cm | 90 kg  |  |
| 6  | Italia (bandiera)                        | A     | Stefano Mancinelli    | 1983 | 203 cm | 97 kg  |  |
| 7  | Italia (bandiera)                        | G     | Marco Belinelli       | 1986 | 195 cm | 85 kg  |  |
| 8  | Slovenia (bandiera)                      | AG    | Matjaž Smodiš         | 1979 | 205 cm | 110 kg |  |
| 9  | Italia (bandiera)                        | P     | Robert Fultz          | 1982 | 192 cm | 87 kg  |  |
| 9  | Bosnia ed Erzegovina (bandiera)          | AC    | Haris Mujezinović     | 1974 | 205 cm | 115 kg |  |
| 12 | Italia (bandiera)                        | P     | Gianmarco Pozzecco    | 1972 | 180 cm | 74 kg  |  |
| 13 | Serbia e Montenegro (bandiera)           | P     | Miloš Vujanić         | 1980 | 190 cm | 85 kg  |  |
| 14 | Belgio (bandiera)                        | C     | Tomas Van Den Spiegel | 1978 | 214 cm | 118 kg |  |
| 15 | Slovenia (bandiera)                      | AC    | Erazem Lorbek         | 1984 | 208 cm | 110 kg |  |
| 18 | Stati Uniti (bandiera)                   | G     | A.J. Guyton           | 1978 | 187 cm | 82 kg  |  |
| 19 | Argentina (bandiera) · Italia (bandiera) | G     | Patricio Prato        | 1979 | 194 cm | 87 kg  |  |
| 20 | Argentina (bandiera) · Italia (bandiera) | AP    | Carlos Delfino        | 1982 | 198 cm | 98 kg  |  |
| -  | Italia (bandiera)                        | GA    | Riccardo Cortese      | 1986 | 195 cm | 88 kg  |  |

| Allenatore                                                                 |
| - Jasmin Repeša                                                            |
| Assistente/i                                                               |
| - Roberto Breveglieri Legenda - (C) Capitano - (IN) Inattivo - Infortunato |

## Mercato

### Sessione estiva
| Acquisti | Acquisti         | Acquisti       | Acquisti      | Acquisti |
| R.       | Nome             | da             | Modalità      |          |
| -------- | ---------------- | -------------- | ------------- | -------- |
| AC       | Hanno Möttölä    | Free agent     | definitivo    |          |
| AG       | Matjaž Smodiš    | Virtus Bologna | definitivo    |          |
| G        | Marco Belinelli  | Virtus Bologna | definitivo    |          |
| P        | Miloš Vujanić    | Partizan       | definitivo    |          |
| AC       | Erazem Lorbek    | MSU Spartans   | definitivo    |          |
| C        | Mattia Soloperto | B.C. Ferrara   | fine prestito |          |

| Cessioni | Cessioni           | Cessioni        | Cessioni       | Cessioni |
| R.       | Nome               | a               | Modalità       |          |
| -------- | ------------------ | --------------- | -------------- | -------- |
| G        | A.J. Guyton        | Hapoel Tel Aviv | fine contratto |          |
| C        | Emilijo Kovačić    | Zara            | fine contratto |          |
| AP       | Luboš Bartoň       | Virtus Roma     | fine contratto |          |
| AC       | Giacomo Galanda    | Hapoel Tel Aviv | fine contratto |          |
| C        | Mate Skelin        | Pau-Lacq-Orthez | fine contratto |          |
| G        | Vlado Šćepanović   | Free agent      | fine contratto |          |
| P        | Gennaro Sorrentino | FuturVirtus     | prestito       |          |
| G        | Riccardo Ceresi    | FuturVirtus     | fine contratto |          |
| C        | Mattia Soloperto   | A. Costa Imola  | fine contratto |          |

### Dopo l'inizio della stagione
| Acquisti | Acquisti          | Acquisti        | Acquisti     | Acquisti   |
| R.       | Nome              | da              | Data         | Modalità   |
| -------- | ----------------- | --------------- | ------------ | ---------- |
| G        | A.J. Guyton       | Hapoel Tel Aviv | gennaio 2004 | definitivo |
| AC       | Haris Mujezinović | Panathīnaïkos   | aprile 2004  | definitivo |

| Cessioni | Cessioni     | Cessioni     | Cessioni        | Cessioni |
| R.       | Nome         | a            | Data            | Modalità |
| -------- | ------------ | ------------ | --------------- | -------- |
| P        | Robert Fultz | Pall. Roseto | 13 gennaio 2004 | prestito |